# Stereomerus melzeri
Stereomerus melzeri là một loài bọ cánh cứng trong họ Cerambycidae.